# ولادیمیروو
ولادیمیروو (به لاتین: Vladimirovo) یک منطقهٔ مسکونی در بلغارستان است که در شهرستان بویچینوفتسی واقع شده‌است.